# Botswana himnusza
A Fatshe leno la rona (Blessed Be This Noble Land), jelentése: Áldott legyen ez a nemes föld! 1966 óta Botswana nemzeti himnusza. A himnusz a két hivatalos nyelven íródott. 
Szövegét írta és zenéjét szerezte: Kgalemang Tumedisco Motsete (1900–1974).

## Szövege
| Cvána nyelven | Angol nyelven | Magyar fordítás |
| --- | --- | --- |
| I Fatshe leno la rona Ke mpho ya Modimo, Ke boswa jwa borraetsho; a le nne ka kagiso. Refrén: Tsogang, tsogang! Banna, tsogang! Emang, basadi, emang, tlhagafalang! Re kopanele go direla Lefatshe la rona. II 'Ina lentle la tumo la tšhaba ya Botswana, Ka kutlwano le kagisano, e bopagantswe mmogo. Refrén | I Blessed be this noble land, Gift to us from God's strong hand, Heritage our fathers left to us; May it always be at peace. Refrén: Awake, awake, O men, awake! And women close beside them stand, Together we'll work and serve This land, this happy land! II Work of beauty and of fame, The name Botswana to us came Through our unity and harmony, We'll remain at peace as one. Refrén | Áldott legyen ez a nemes ország, Ajándék nekünk Isten erős kezétől, Apáink ránk maradt öröksége; Legyen mindig békességben. Refrénː Ébredjetek, ébredjetek, férfiak, ébredjetek! Asszonyaink szorosan mellettük állnak, Együtt dolgozunk és szolgáljuk Ezt a földet, ezt a boldog földet! II. A szépség és a hírnév munkája, A Botswana nevet viseli A harmónia és az összhang által Békében maradunk, egységben. Refrén |